# Jean Theslöf
Aleksander Johannes "Jean" Theslöf, född 25 juni 1884 i Muhos, död 30 mars 1966 i Miami, Florida, var en amerikafinländsk sångare, porträttmålare och tävlingskytt. Som grammofonsångare använde han pseudonymen Muhoksen Janne.
Theslöf var son till krigskommissarie Alexander Theslöf och Lyda Malmberg. I familjen föddes sex barn, inklusive militären Carl Gustaf (Gösta) Theslöf och diplomaten Georg Theslöf. Theslöf tog studentexamen från Helsingfors Svenska normallyceum 1902.
Som ung tjänstgjorde han vid Hangö skyddskår och utmärkte sig vid flera av skyddskårernas skyttetävlingar. I juni 1921 kom han tvåa i Södra Nylands skyddskårers distriktsmästerskap i gevärsskytte på 300 meter. I vintertävlingarna i Helsingfors i februari 1923, varvid han tävlade för Nylands södra skyddskårsdistrikt, blev han etta i duellskytte med pistol på 30 meter samt sexa i skytte med militärgevär på 300 meter. Vid olympiska sommarspelen 1924 i Paris tävlade Theslöf i liggande skytte med småkalibersgevär på 50 meter, och hamnade på fjärdeplats.
På 1910-talet utbildade sig Theslöf till sångare och uppträdde bland annat i Italien och på Kuba. Efter ett framgångsrikt engagemang vid Century Opera Company i New York, återkom han i januari 1920 till Finland och gav en debutkonsert i Hangö. 1925 flyttade Theslöf till New York, där han verkade som sånglärare och anställdes 1927 som barytonsångare vid Manhattan Opera House. Senare flyttade han till Miami. 1914 gifte han sig med Elisabeth Winter, med vilken han 1915 fick sonen Jean Gustave, sedermera tyngdlyftare och konståkare. Paret skiljde sig 1929 och samma år gifte sig Theslöf med Grace Divine, som var operasångerska vid Metropolitan Opera House. Paret fick två barn.
I USA gjorde Theslöf 57 skivinspelningar åren 1916–1929 med sånger av bland andra J. Alfred Tanner, Jean Sibelius och Toivo Kuula. Vid en del av inspelningarna medverkade sångaren Juho Koskelo och hustrun Grace Divine deltog i inspelningen av Pohjolan häät.
Bland Theslöfs målningar märks porträtt av Richard Nixon och Herbert Hoover. Theslöf var hedersdoktor vid den filosofiska fakulteten vid University of Tampa.

## Skivinspelningar
| Datum             | Sånger | Ackompanjemang                        |
| ----------------- | --- | ------------------------------------- |
| 1916              | Å jänta å ja Tuoll on mun kultani Tula tullallaa (tillsammans med Juho Koskelo) Suomen laulu (tillsammans med Juho Koskelo) I Småland där är det gott got gott Hurraa me Suomen meripojat (tillsammans med Juho Koskelo) Ja sjunger å dansar Onnelliset (tillsammans med Juho Koskelo) Savolaisen laulu (tillsammans med Juho Koskelo) Näckens polska Linjaalirattaat (tillsammans med Juho Koskelo) Kultani kukkuu |                                       |
| 1917              | Porilaisten marssi |                                       |
| 1918              | Athenarnes sång Soldatvisa |                                       |
| 26 november 1918  | Sunnuntaina | Orkester dirigerad av Rosario Bourdon |
| April 1918        | Voi äiti parka ja raukka Suomalaisen ratsuväen marssi Markkinapoika Rekilauluja |                                       |
| 6 juni 1918       | Voi, voi kuin kullallein Sunnuntaina Porilaisten marssi | Orkester dirigerad av Nat Shilkret    |
| 28 juni 1918      | Voi, voi kuin kullallein |                                       |
| Augusti 1918      | Å jänta å ja Näckens polska |                                       |
| Oktober 1918      | Minä tahdon laulun laulella Pellavan kitkijä Tuonne taakse metsänmaan |                                       |
| 26 november 1918  | Sunnuntaina Pellavan kitkijä |                                       |
| 7 februari 1919   | Enkeli taivaan lausui näin | Orkester dirigerad av Nat Shilkret    |
| 13 februari 1919  | Ateenalaisten laulu Voi voi kuin kullallein Juomalaulu | Orkester dirigerad av Rosario Bourdon |
| 5 december 1924   | Oolannin sota Mennähän pojat Oolannin sota | Orkester dirigerad av Charles Prince  |
| 16 mars 1925      | Taivas on sininen ja valkoinen Isoo-Antti Läksin minä kesäyönä käymään Härmän häät Jääkärin laulu Vainolla | Orkester dirigerad av Leroy Shield    |
| 14 oktober 1925   | Pohjolan häät (tillsammans med Grace Divine) Oulun susiteetissa Pappani maja Rekiretki |                                       |
| 14 december 1925  | Sotaveikot | Orkester dirigerad av Rosario Bourdon |
| 10 februari 1926  | Tavaritshin svabodaseikkailut Heppu Helsingistä Se on ylösotettu Meripojan kotiinpaluu | Edwin Jahrl (dragspel)                |
| 31 mars 1926      | Merimiesrakkautta Juomalaulu | Edwin Jahrl (dragspel)                |
| 5 april 1926      | Heikki Hautala Illalla |                                       |
| 19 april 1926     | Volgan lauttamiesten laulu | Orkester dirigerad av Bruno Reibold   |
| 12 maj 1926       | Vanha mustalainen Mustalaisen surulaulu |                                       |
| 18 maj 1926       | Kanteleeni Jo joutuu | Orkester dirigerad av Nat Shilkret    |
| 3 juni 1926       | Björneborgarnas marsch Skyddskårs marsch | Orkester dirigerad av Bruno Reibold   |
| 13 september 1926 | Jo joutuu ilta | Orkester dirigerad av Nat Shilkret    |
| 26 februari 1929  | Tieni kulkee mandaljaan Nichavo Nuijamiesten marssi Laulu tulipunaisesta kukasta |                                       |
| 10 oktober 1929   | Laulu tulipunaisesta kukasta Nuijamiesten marssi |                                       |